# Francesco Brioschi
Pour les articles homonymes, voir Brioschi.
Francesco Brioschi (né le 22 décembre 1824 à Milan - mort le 13 ou le 14 décembre 1897 à Milan) était un professeur de mathématiques milanais qui joua un rôle de premier plan dans la formation de l'État italien.

## Biographie
Partisan du mouvement du Risorgimento et convaincu de la nécessité de régénérer l'université et en particulier l'enseignement scientifique et technique sur le modèle de la Révolution française, Brioschi fut impliqué dans les émeutes de 1848, et fut incarcéré à la prison du Castello. Il fut relaxé à la suite des Cinq journées (18-22 mars 1848), qui virent l'encerclement par la foule de la garnison autrichienne de Milan et sa reddition.
Au cours de la période d'unification de l'Italie, il se consacra à la mise en place d'un nouveau système éducatif, d'abord par l'élaboration de la loi Casati, puis en tant que premier secrétaire de Francesco De Sanctis, Ministre de l'Instruction Publique.
Il fut le principal fondateur du Politecnico de Milan, et dirigea la publication de deux nouvelles revues scientifiques : les Annali di matematica pura e applicata et Il Politecnico, pour lesquelles il s'assura la collaboration de chercheurs tels qu’Enrico Betti et Luigi Cremona. Il s'impliqua largement dans le fonctionnement des institutions scientifiques milanaises, et encouragea la carrière de jeunes scientifiques brillants qui n'avaient pu obtenir de diplômes du fait des événements politiques ou de leur statut social, comme Eugenio Beltrami.
Il devint sénateur du royaume d'Italie en 1865. Il organisa l’Exposition Nationale de Milan de 1881. Il intervint à de nombreuses reprises au parlement pour simplifier les statuts des entreprises et permettre à la jeune industrie italienne de prendre son essor, et milita pour la suppression des octrois et des tarifs douaniers, favorisant en particulier les jeunes ingénieurs comme Giovanni Battista Pirelli.
Son influence au Parlement s'accrut au point qu'il dirigeait de plus en plus de commissions gouvernementales, sans pour autant relâcher son activité scientifique et universitaire (il fut élu président de l'Accademia dei Lincei en 1884, où il occupait le fauteuil n° 5).

## Œuvres
- (it) Intorno ad alcuni punti della statica, Pavia, eredi Bizzoni, 1853 (lire en ligne)
- Théorie des déterminants et leurs principales applications, Mallet-Bachelier, Paris, 1856. (Traduction française de La teorica dei determinanti e le sue principali applicazioni par E. Combescure).
- Sopra un progetto di inchiesta idrometrica, [Milano], [Tip. di Zanetti Francesco], 1867 (lire en ligne)
- Delle traverse oblique alla direzione di un corso d'acqua, Milano, Amministrazione del Politecnico, 1866 (lire en ligne)
- Opere matematiche di Francesco Brioschi. Pubblicate per cura del comitato per le onoranze a Francesco Brioschi (G. Ascoli, E. Beltrami, G. Colombo, L. Cremona, G. Negri, G. Schiaparelli), vol. 1 (U. Hoepli, Milano, 1901–1909)
- Opere matematiche di Francesco Brioschi pubblicate per cura del Comitato per le onoranze a Francesco Brioschi... (vols. 1-5) (U. Hoepli, Milano, 1901–1909)[1]

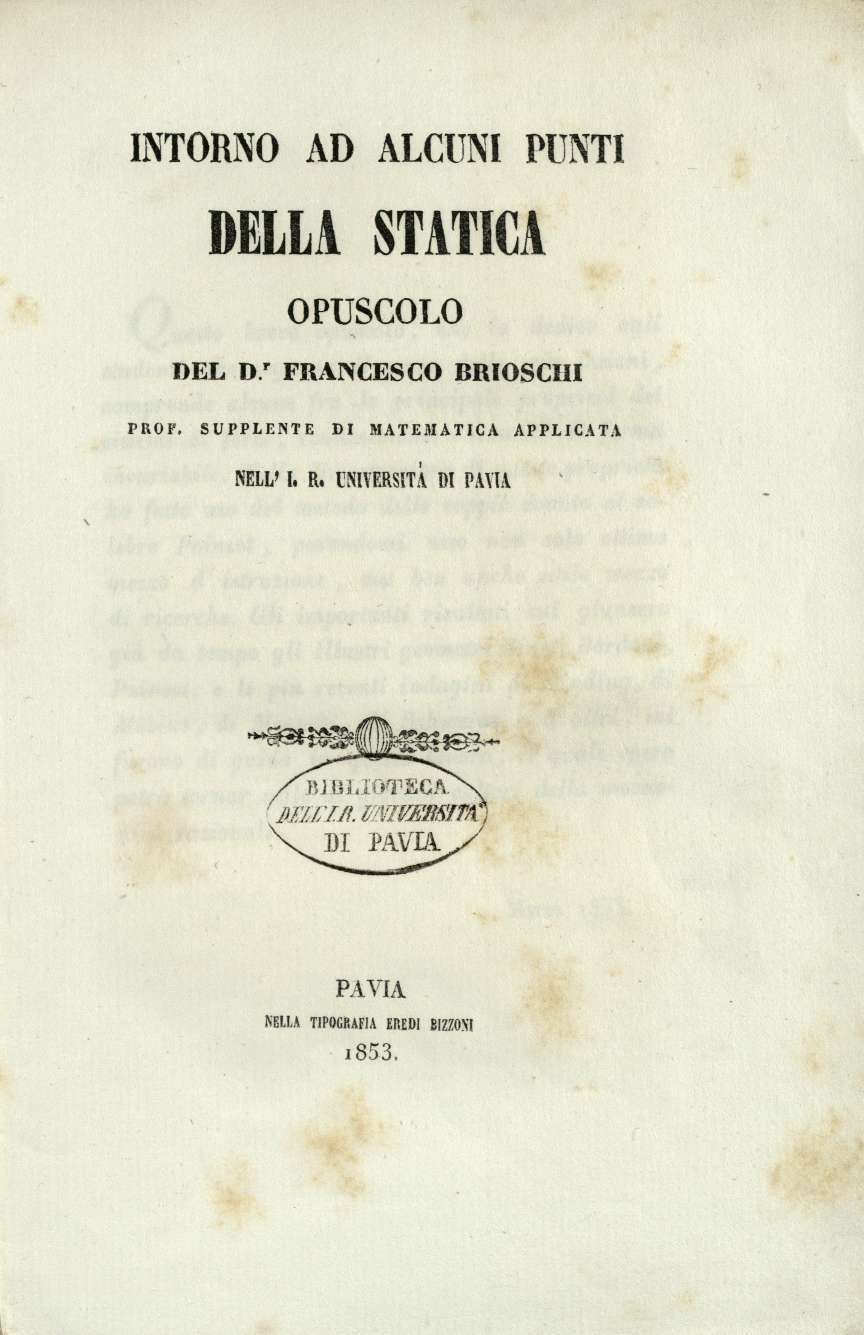
Intorno ad alcuni punti della statica, 1853
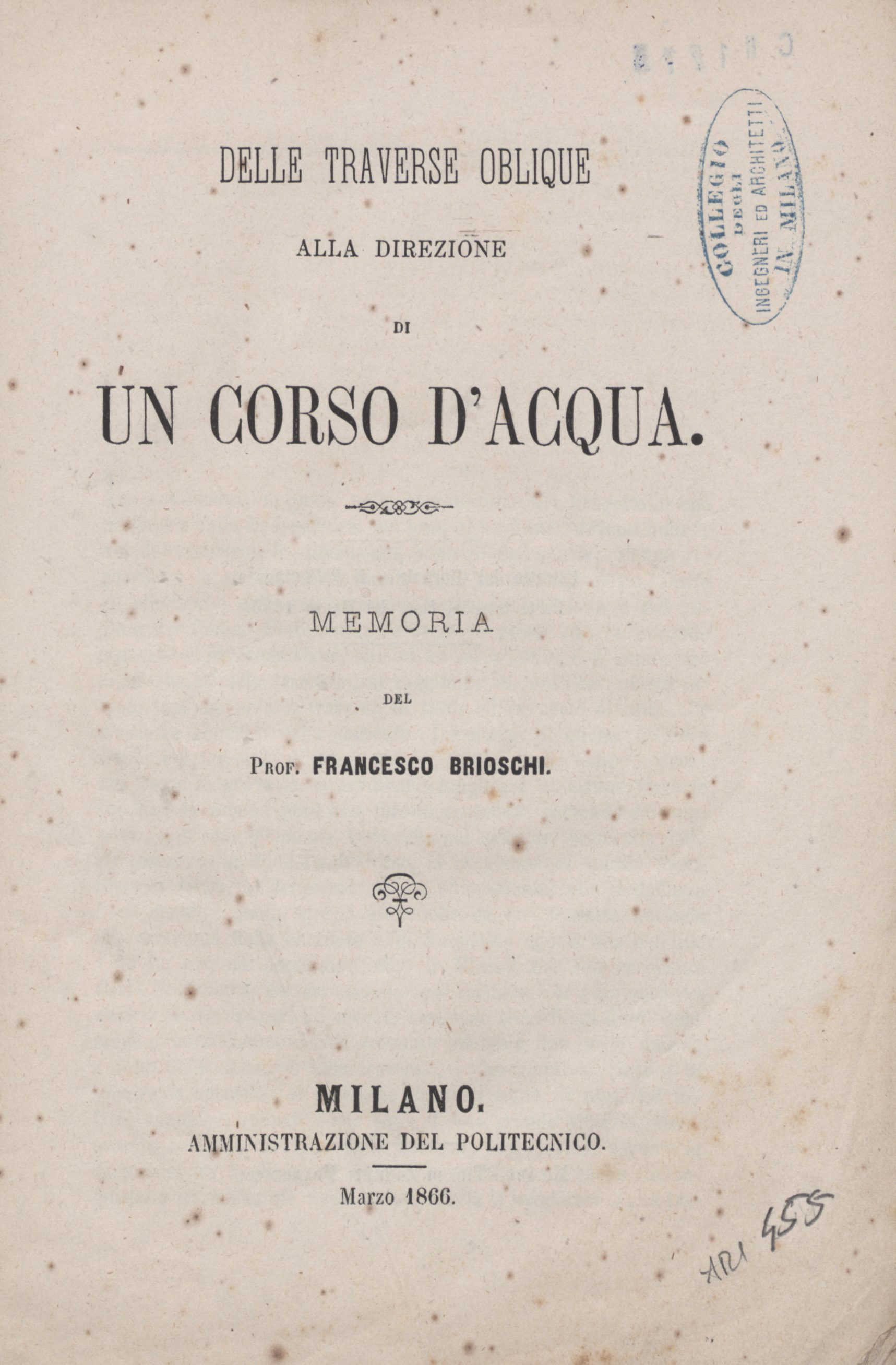
Delle traverse oblique alla direzione di un corso d'acqua, 1866
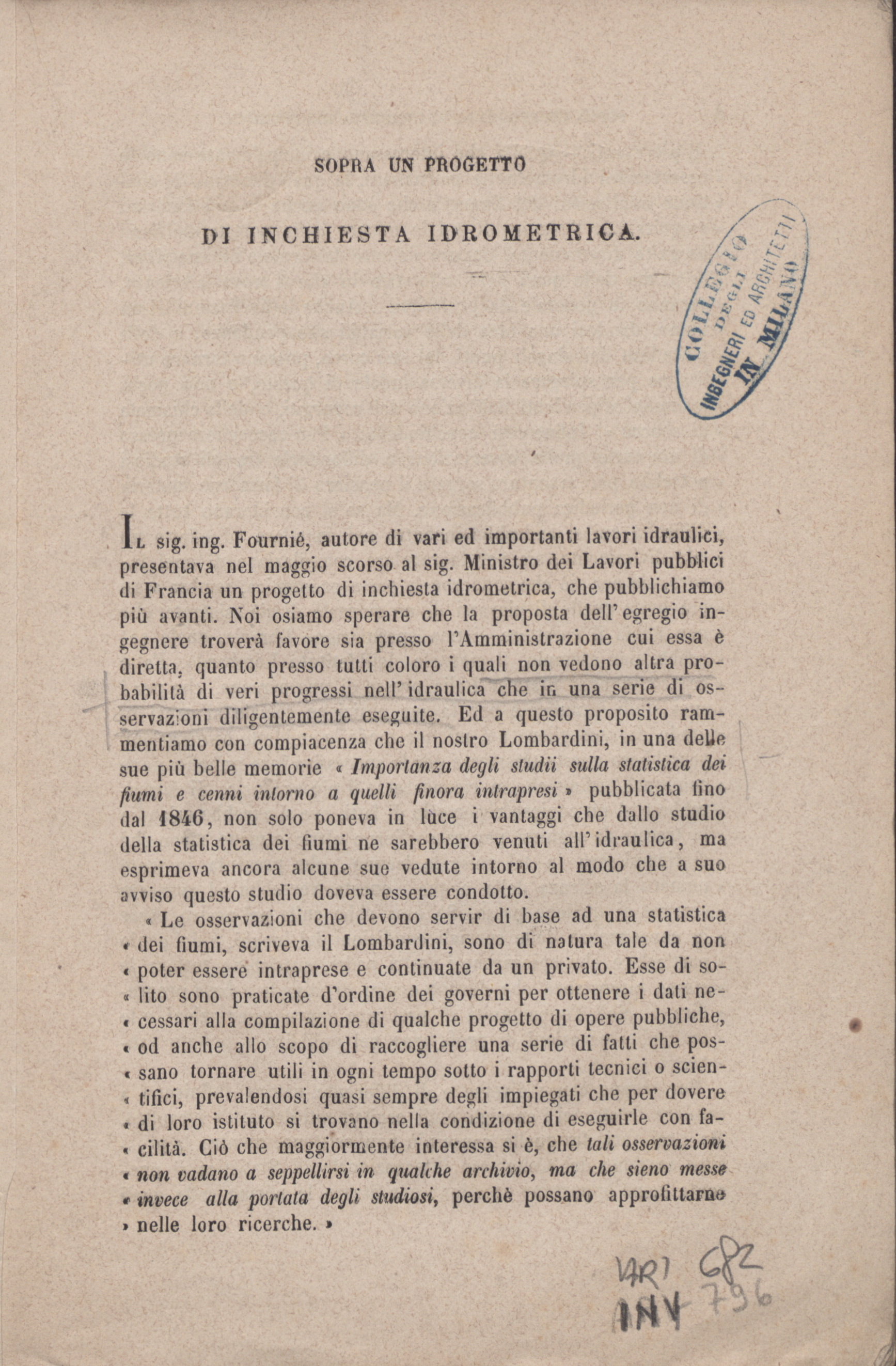
Sopra un progetto di inchiesta idrometrica, 1867

## Distinctions
- Ordre des Saints-Maurice-et-Lazare
  - Chevalier
  - Commandeur le 1er juin 1862
  - Grand Officier le 15 juin 1871
  - Grand cordon le 11 juin 1891
- Chevalier de l'Ordre civil de Savoie le 5 juillet 1869
- Ordre de la Couronne d'Italie
  - Chevalier
  - Grand officier
- Commandeur de l’Ordre du Christ (Portugal)